# Układ Sikorskiego

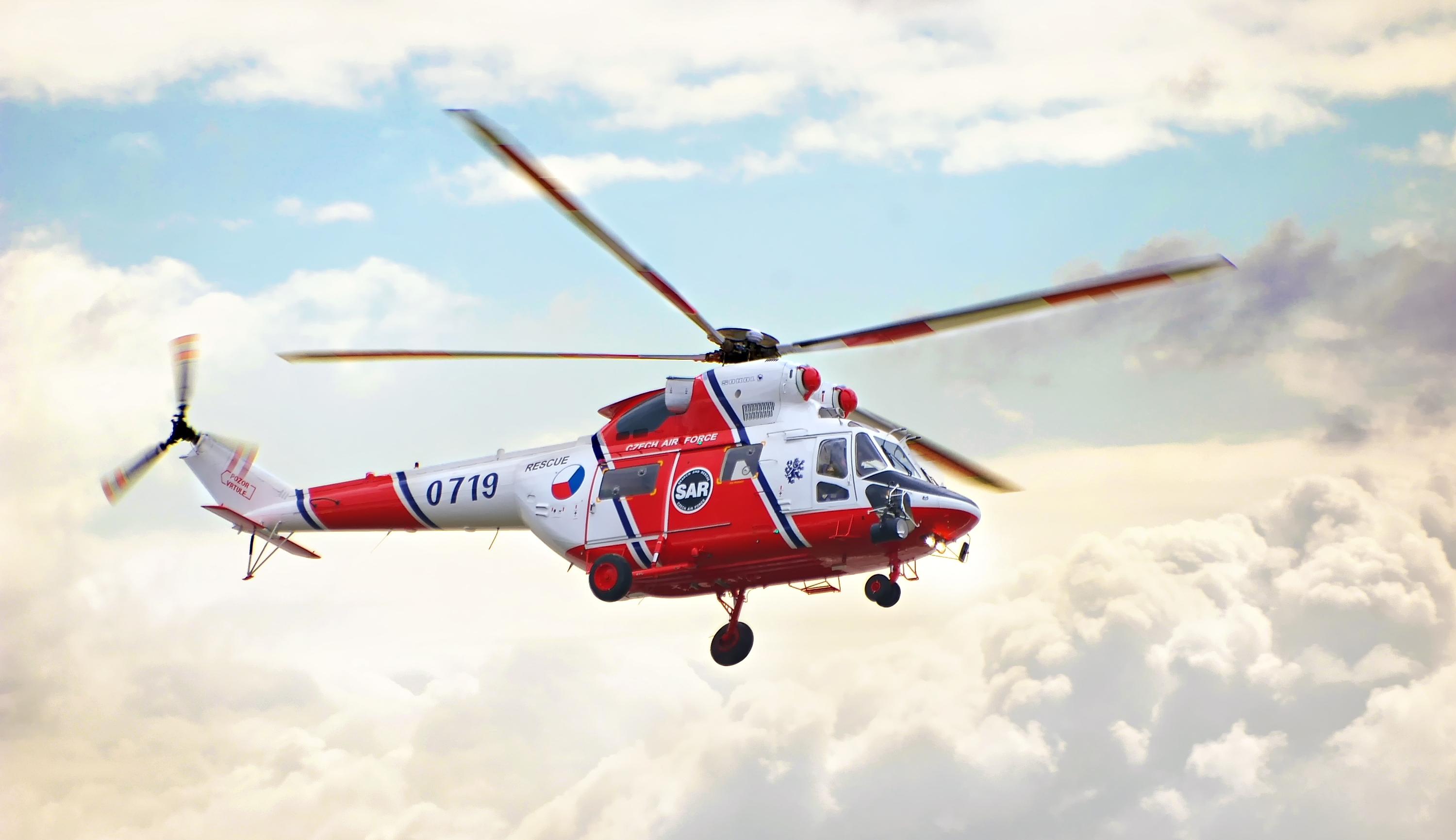
W-3 Sokół, śmigłowiec w układzie klasycznym.

Układ Sikorskiego (inaczej układ klasyczny) − konstrukcja śmigłowca zastosowana po raz pierwszy przez Igora Sikorskiego, charakteryzujący się pojedynczym wirnikiem nośnym oraz umieszczonym na końcu belki ogonowej śmigłem ogonowym (najczęściej przegubowym), składającym się z 2 lub więcej łopat. Śmigło ogonowe ma za zadanie zniwelować moment reakcyjny, pochodzący od napędzanego silnikiem wirnika nośnego, a także zapewnić sterowność kierunkową w zawisie i podczas lotu.
Zalety układu Sikorskiego:
- Dobra sterowność we wszystkich fazach lotu;
- Pojedynczy wirnik nośny i brak nakładania się obszarów pracy układu wielowirnikowego;
- Prosty układ przeniesienia napędu (pojedynczy wirnik nośny, brak układów synchronizujących pracę obu wirników);
- Prosty i klarowny układ sterowania.

Wady układu Sikorskiego:
- Konieczność korekty odchylenia śmigłowca w trakcie zmiany skoku ogólnego i mocy (podczas zmiany momentu reakcyjnego od wirnika głównego);
- Konieczna większa precyzja pilotażu podczas lądowania - szczególnie autorotacyjnego (wynikająca z ryzyka zawadzenia śmigłem ogonowym o ziemię).

Zalety układu Sikorskiego są tak istotne, że układ ten jest układem wiodącym w projektowaniu śmigłowców.